# Газотурбоход
Газотурбохо́д — тип судна, имеющего силовую установку на основе газотурбинного двигателя (ГТД). Применение двигателя такого типа позволяет резко повысить мощность силовой установки при меньшей её массе, но за счёт бо́льших эксплуатационных расходов.
В качестве движителя газотурбохода используют гребной винт с приводом от турбины через редуктор или через электрическую передачу. На судах на воздушной подушке движителем служат воздушные винты. В некоторых случаях (например, на специальных гоночных катерах) движителем может быть сам газотурбинный двигатель за счёт реактивной тяги (см. турбореактивный двигатель).
В отечественной[прояснить] истории среди пассажирских судов такого типа известны речной газотурбоход 1960—1970-х годов «Буревестник» и современный[когда?] морской газотурбоход «Циклон», являющиеся судами на подводных крыльях (СПК).
Среди грузовых судов этого типа наиболее известны сухогруз «Парижская Коммуна» и лесовоз «Павлин Виноградов».